# Fire Emblem
Fire Emblem (ファイアーエムブレム, Faia Emuburemu) é uma série de jogos eletrônicos de RPG de estratégia, desenvolvido pela Intelligent Systems e publicado pela Nintendo. A série atualmente consiste em dezessete jogos principais e três spin-offs.
Um aspecto notável da jogabilidade da franquia é a morte permanente dos personagens em batalha, removendo-os do resto do jogo quando eles são derrotados. Em títulos mais novos, especificamente de Fire Emblem: New Mystery of the Emblem em diante, os jogadores podem escolher entre o Modo Clássico, no qual personagens caídos permanecem mortos, ou Modo Casual, no qual personagens caídos são revividos para a próxima batalha. O título da série refere-se ao "Fire Emblem", um elemento recorrente na série que geralmente é retratado como uma arma real ou escudo representando o poder da guerra e dos dragões. O desenvolvimento do primeiro jogo começou como um projeto dōjin de Shouzou Kaga e de outros três desenvolvedores. Seu sucesso levou ao desenvolvimento de outros títulos da série. Kaga liderou o desenvolvimento de cada título até o lançamento de Thracia 776, quando deixou a Intelligent Systems e fundou seu estúdio de jogos para desenvolver o título Tear Ring Saga.
Nenhum jogo da série tinha sido lançado fora do Japão até que em 2001 dois personagens da franquia, Marth e Roy, foram incluídos como personagens jogáveis no jogo de luta Super Smash Bros. Melee. Sua popularidade, bem como o sucesso internacional do Advance Wars, convenceu a Nintendo a lançar os jogos posteriores em territórios ocidentais, começando com o sétimo jogo The Blazing Blade sob o título Fire Emblem no ano de 2003 para Game Boy Advance. Os jogos tiveram vendas baixas e quase resultaram em um cancelamento da série até o lançamento de Fire Emblem Awakening que teve um sucesso comercial notório. A série como um todo tem sido elogiada por sua jogabilidade, e é frequentemente citada como a série de RPG tático, devido a vários elementos de jogabilidade que viriam a definir o gênero. Personagens de vários jogos também foram incluídos em crossovers com outras franquias de videogames, incluindo a já mencionada série Super Smash Bros.

## Jogabilidade

### Básico
Fire Emblem é uma série de jogos de estratégia por turnos nos quais o jogador controla seus personagens por um mapa com o objetivo de derrotar os inimigos para cumprir com a missão do capítulo: tomar um castelo, sobreviver ao ataque inimigo, acabar com todos os inimigos do mapa ou derrotar um chefe. A saga também contém aspectos de RPG tradicionais; assim sendo, o jogador pode usar seu dinheiro para comprar armas e objetos especiais das lojas, visitar povos, ter conversações com PNJ ou personagens antagonistas, assim como trocar objetos entre personagens e adquirir pontos de experiência em cada luta para aumentar o nível e as características de cada unidade.
O sistema de combate está baseado no triângulo de armas no qual cada tipo de arma tem vantagem sobre umas e desvantagem frente a outras, método baseado no jogo de pedra-papel-tesoura. Desde Fire Emblem: Seisen no Keifu, o triangulo de armas é o seguinte: a lança derrota a espada, esta derrota o machado, que por sua vez derrota a lança. Estas armas só podem usar-se para atacar unidades adjacentes. Mesmo que há algumas armas especiais, como os hand axes (machados de mão) ou javelins (lanças) que podem mirar em unidades mais distantes. O arco não se ajusta a este triângulo, este arma produz um dano mortal às unidades voadoras, mas em compensação, o arqueiro é muito vulnerável aos ataques diretos. O arco só pode ser usado para atacar a distância, não é válido para atacar a inimigos próximos.
A saga Fire Emblem também se caracteriza pelo uso da magia. Com os feitiços ocorre algo similar às armas: existe o triângulo de magia, que às vezes varia de um jogo a outro. Este triângulo de magia para alguns jogos é: feitiços de Luz vencem os Escuridão, os Escuros vencem aos de Anima ou Alma (elementais), e os de Anima (ou Alma) vencem aos de Luz. Em outros jogos: Fogo vence Vento, Vento vence Trovão e este vence Fogo. Os feitiços podem alcançar unidades a distância e a inimigos próximos indistintamente. Assim como o arco podem ser usados cajados para curar e executar magias especiais, que não se relacionam ao triangulo de magias.
As armas e feitiços em Fire Emblem têm um número determinado de usos, depois dos quais, o arma ou feitiço se rompe e desaparece. Existem alguns jogos da saga que não seguem esta regra, e seus usos podem ser infinitos. De todas as formas, isto é algo evitável, já que em alguns jogos o jogador tem a opção de reparar qualquer arma em troca de certa quantia de dinheiro. Isto não é necessário para as armas típicas, pois podem encontrar-se em abundância no campo de batalha nos corpos dos inimigos abatidos, mas é muito útil para armas especiais, das que só existe um exemplar e não é possível obter mais no jogo. Também podem trocar-se as armas velhas por novas no ferreiro local. As armas podem ser de ferro, aço e prata, algumas chegando à ter algum tipo de feitiço. Quanto maior seja a qualidade da arma, mais pontos de vida arrancará do inimigo, porém menor vida útil.

### Unidades
Em jogos como Advance Wars e outros jogos de táticas RPG como são Final Fantasy Tactics, o gerador de personagens não existe. No seu lugar dentro de Fire Emblem se utilizam diferentes classes e personagens, cada uma pertencente a diferentes habilidades classes de personagens tendo estes passado e personalidade. O tamanho das estatísticas do personagem ao início é pequeno no início de cada partida, mas quando se progride durante o jogo este avança nas suas habilidades, outras unidades também podem unir-se à causa do personagem principal se é necessário através dos eventos da trama e as ações que se tomem.
Usando as unidades nas batalhas se dão ao personagem pontos de experiência; o nível do personagem chegará ao seguinte nível com chegar nos 100 pontos de experiência. Nivelar aos demais personagens não principais se pode fazer usando-os, ou dando-lhes experiência, no entanto ao terminar com um inimigo que seja chefe do nível, dependerá se a personagem tem um nível avançado ou baixo, já que se este tem maior nível na sua classe terá menos pontuação e se pelo contrário este não tem tanto nível de classe terá mais pontos de experiência que o anterior.
Assim quando o nível de um personagem sobe, podem ter a habilidade de mudar do nível de classe que têm, muitas vezes a isto se lhe conhece como «promoção», dependendo das regras de cada jogo da franquia, as personagens podem ser «promovidos» pelo seu nível de experiência, ou através de um objeto em particular que forçasse a promoção da unidade. As personagens podem avançar de promoção e estatísticas com habilidades especiais que o jogador pode dar-lhes, estas só podem ser dadas aos personagens de maior nível. Por exemplo, Oscar, um cavaleiro de lança em Fire Emblem: Path of Radiance, mudará de nível automaticamente ao chegar ao nível 21, tornando-se paladino de nível 1. Se lhe dão pontos extra pela sua nova posição, e pode movimentar-se dois turnos- ao atacar e ao terminar o ataque, e pode levar já seja espadas, tochas ou arcos junto com o arma adicional que tinha, neste caso, lança.

### Relações
Os relacionamentos entre os personagens são temas essenciais através das séries de Fire Emblem. Começando pelo sexto jogo, Fuin no Tsurugi, esta característica começou junto com o modo de jogo, este mesmo se baseia em ter conversações de suporte.
Nos títulos para Game Boy Advance, estas conversações podem aparecer tendo as duplas juntas ao terminar seus turnos e mantê-los um junto ao outro. Depois que um número considerável de níveis no jogo, o jogador tem a opção de conversação de suporte entre os dois personagens.
Path of Radiance simplificou a mecânica de Apoio somente tendo os personagens durante as batalhas juntos e não necessariamente adjacentes um ao outro. Ao obter e ativar uma conversação de apoio entre dois personagens, a afinidade que tem um pelo outro aumentará, dando-lhes estatísticas de apoio e ativando um bônus de apoio cada vez que estão perto no campo de batalha. A afinidade entre dois personagens tem três níveis: C, B e A, cada um levando os personagens a aumentar a amizade entre eles. Dependendo dos personagens, tais resultados podem terminar em um casamento, uma profunda amizade, ou uma continuação de sua relação. Entradas como Genealogy of the Holy War e Awakening possuem um nível de apoio "S", que é usado para fazer casais se casarem e terem um(a) filho(a).

### Morte
As personagens/unidades de Fire Emblem aos que se lhes acabam os pontos de vida e morrem, não podem voltar a usar-se no que fica de jogo. A partida continua de maneira normal, porque mesmo que a unidade não estará disponível para o combate, e se é necessário para a trama, a personagem aparecerá nas cenas de diálogo que enlaçam os capítulos. Esta regra também afeta aos PNJ e às unidades inimigas. Para evitar a baixa definitiva do personagem, a única opção do jogador é voltar a começar o capítulo. Esta regra vai além quando trata-se de um personagem principal, já que se morre, a partida termina e o jogador é obrigado a reiniciar o capítulo desde o princípio.
Existem várias exceções em jogos como Fire Emblem: Monsho no Nazo (Mystery of the Emblem→FE3), Fire Emblem: Seisen no Keifu (Genealogy of Holy War→FE4), Fire Emblem: Rekka no Ken (Blazing Sword, Fire Emblem 1 na Europa→FE7) e Fire Emblem: Path of Radiance, nos quais as personagens caídos podem voltar a usar-se em algum ponto do jogo. Além disso, em alguns jogos também é possível ressuscitar unidades usando certos feitiços, papiros ou bastões, mesmo que costumam ser elementos bastante raros e limitados. Esta exceção não é aplicável aos personagens principais.

## Lista de jogos
1. Fire Emblem: Shadow Dragon and the Blade of Light, lançado em 1990 para o Famicom;
2. Fire Emblem Gaiden, lançado em 1992 para o Famicom;
3. Fire Emblem: Mystery of the Emblem, lançado em 1994 para o Super Famicom;
4. Fire Emblem: Genealogy of the Holy War, lançado em 1996 para o Super Famicom;
5. Fire Emblem: Thracia 776, lançado em 1999 para o Super Famicom;
6. Fire Emblem: The Binding Blade, lançado em 2002 para o Game Boy Advance;
7. Fire Emblem, lançado em 2004 para o Gameboy Advance;
8. Fire Emblem: The Sacred Stones, lançado em 2004 no Japão, 2005 nos EUA para o Game Boy Advance;
9. Fire Emblem: Path of Radiance, lançado em 2005 para o GameCube;
10. Fire Emblem: Radiant Dawn, que foi lançado em 2008 para o console Wii;
11. Fire Emblem: Shadow Dragon, remake do jogo original lançado em 2008 para o Nintendo DS;
12. Fire Emblem: New Mystery of the Emblem;, remake de Mystery of the Emblem lançado em 2010 para Nintendo DS (nunca lançado nos EUA, porém traduzido por fãs);
13. Fire Emblem: Awakening; ; lançado em 2013 para o Nintendo 3DS;
14. Fire Emblem Fates: três versões, duas físicas (Birthright e Conquest) e uma para download (Revelation), lançadas em 2015 para o Nintendo 3DS.[3]
15. Fire Emblem Echoes: Shadows of Valentia, lançado em 2017 para Nintendo 3DS.
16. Fire Emblem: Three Houses, lançado em 2019 para Nintendo Switch.
17. Fire Emblem: Engage, lançado em 2023 para Nintendo Switch.

### Spinoffs
- Tokyo Mirage Sessions ♯FE - lançado em 2015 no Japão e 2016 na Europa pelo Wii U, crossover entre as séries Megami Tensei da Atlus e Fire Emblem da Nintendo.
- Fire Emblem Heroes - lançado em 2017 no mundo em iOS e Android.
- Fire Emblem Warriors - final de 2017 no Nintendo Switch e New Nintendo 3DS, jogo baseado no estilo de Musou, à maneira de Hyrule Warriors.

## Adaptações
- Em 1995, foi lançado um anime OVA baseado nos primeiros três actos do primeiro jogo.
- Mangás e light novels adaptando a maioria dos jogos foram lançados. A mais recente é baseada em Awakening.[4]